# جون مالكوم فوربس
جون مالكوم فوربس (بالإنجليزية: John Malcolm Forbes)‏ هو متسابق يخت أمريكي، ولد في 1847 في ميلتون في الولايات المتحدة، وتوفي في 19 فبراير 1904.